# Мориарти, Лиана
Лиана Мориарти (англ. Liane Moriarty; родилась 15 ноября 1966) — австралийская писательница, старшая сестра писательницы Жаклин Мориарти.

## Биография
Мориарти родилась 15 ноября 1966 года в Сиднее, Новый Южный Уэльс, Австралия. После окончания школы Мориарти работала в сфере рекламы и маркетинга в издательской компании. Затем некоторое время она управляла собственной компанией, прежде чем начала работать независимым агентом по написанию рекламных текстов. В 2004 году, после получения степени магистра в Университете Маккуори в Сиднее, был опубликован её первый роман «Три желания», который был частью её научной работы.
В 2017 году вышел драматический мини-сериал «Большая маленькая ложь», основанный на одноимённой книге Мориарти. В 2021 году выходит ещё одна экранизация — «Девять совсем незнакомых людей».
Мориарти живёт в Сиднее со своим мужем Адамом, бывшим фермером из Тасмании, который работал в сфере сельскохозяйственного маркетинга, и двумя детьми, Джорджем и Анной.